# Марк, Григорий
Григорий Марк (род. 1940, Ленинград) — русский прозаик, поэт, драматург.

## Биография
Родился в Ленинграде, в настоящее время живёт в США. Начал печататься в 1987 году.

## Произведения
Григорий Марк выпустил пять книг стихов «Гравёр», Effect Publishing, New York, 1991; «Среди вещей и голосов», Hermitage Publishers, New Jersey, 1995; «Оглядываясь вперёд», Фонд Русской Поэзии, Петербург, 1999; «Глаголандия», Фонд Русской Поэзии, Петербург, 2003; «Четыре Времени Ветра», АСТ, Москва, 2020 и четыре книги прозы «Имеющий быть», Росспринт, 1996; «Возомнившие», Водолей, 2005;
«В?с?ё?», Алетейя, Петербург, 2010; «Двое и Одна», ЭКСМО, Москва, 2020 и «Судный Год», АСТ, Москва, 2021.
Печатался в «Арион», «Бостонское Время» (США), «Время и мы» (США), «Грани» (Германия), «Литературная газета», «Дружба Народов», «Звезда», «Знамя», «Континент» (Германия), «Новый журнал» (США), «Новый Мир», «Новое русское слово» (США), «Литературные новости», «Октябрь», «Русская мысль» (Франция), «Театральная жизнь», «Слово\Word» (США), «Стрелец» (Франция), «Юность» и др.
Особое место в творчестве Г. Марка занимают визуальные стихи, в которых содержание неразрывно связано с их зрительным образом, и пьеса «Следствие закончено».
Переводы стихов Г. Марка на английский публиковались в Glas (Великобритания), Word (США), Modern Poetry In Translations (Великобритания).
Около 30 отзывов о творчестве Г. Марка были опубликованы в изданиях «Время и Мы» (США), «Звезда», «Знамя», «Грани» (Германия), «Литературная газета», «Литературные Новости», «Новый Журнал» (США), «Новое литературное обозрение», «Новый Мир», «Новое русское слово» (США), «Русская Мысль» (Франция), «Панорама» (США), «Столица», World Literature Today (США). Критик Кирилл Кобрин на страницах «Нового Мира», рецензируя сборник «Оглядываясь вперед», отмечал особенность поэтической интонации Марка, который сторонится броских литературных приёмов, а также ритмическое и тематическое однообразие его стихов, создающее медитативный эффект и требующее от читателя терпения. Михаил Эпштейн на страницах журнала «Звезда» пишет о стихах Марка что «читателю грустно видеть в них себя, человека, глазами ангела… Ангела, который, задав себе почти непосильную работу, пытается быть человеком»